# Denning (Arkansas)
Denning est un village situé dans l’État américain de l'Arkansas, dans le comté de Franklin.